# تايلور هال
تايلور هال هو لاعب هوكي الجليد كندي، ولد في 14 نوفمبر 1991 في كالغاري في كندا.

## وصلات خارجية
- تايلور هال على موقع دوري الهوكي الوطني (الإنجليزية)
- تايلور هال على موقع EliteProspects.com (الإنجليزية)
- تايلور هال على موقع Eurohockey.com (الإنجليزية)
- تايلور هال على موقع HockeyDB.com (الإنجليزية)
- تايلور هال على موقع Hockey-Reference.com (الإنجليزية)